# Antonio García i Cervera
Antonio García i Cervera (1681 - 1753) va ser un metge, botànic i professor universitari valencià.
Fou catedràtic de Medicina de la Universitat de València, exercint com a titular de la Càtedra Mèdica Primària i abans de la de Pràctiques, encarregant-se també de la càtedra de "yerbas" entre 1721 i 1732. Va impartir matèries no explicades fins al moment, i va portar a terme més herboritzacions que les estríctament reglamentàries, ocupant-se amb cura de l'hort botànic. Va intentar fundar un autèntic jardí botànic modern, tasca que no s'aconseguiria fins més endavant, per altres, però en la qual ell fou un veritable predecessor. Malgrat que no va publicar gaires escrits fou considerat pel seu deixeble Andreu Piquer i Arrufat com a l'introductor de la medicina a l'ensenyança universitària i, també, el capdavanter en la renovació de l'ensenyament mèdic a la Universitat de València, sent anomenat per Piquer com a "García el Gran". El 1721 fou un dels signants d'un memorial en el qual se sol·licitava autorització per a ensenyar la "medicina moderna", i era partidari de sistema iatromecànic, com es reflecteix en les seves "aprovacions" o pròlegs a obres del també metge valencià Josep Arnau i del mateix Piquer. El 1751 era metge reial de Ferran VI.